# Komuna e Gurit i Zi
Komuna e Gurit i Zi är en kommun i Albanien.   Den ligger i prefekturen Qarku i Shkodrës, i den norra delen av landet, 80 km norr om huvudstaden Tirana.
Trakten runt Komuna e Gurit i Zi består till största delen av jordbruksmark.  Runt Komuna e Gurit i Zi är det ganska tätbefolkat, med 96 invånare per kvadratkilometer.